# Larguero

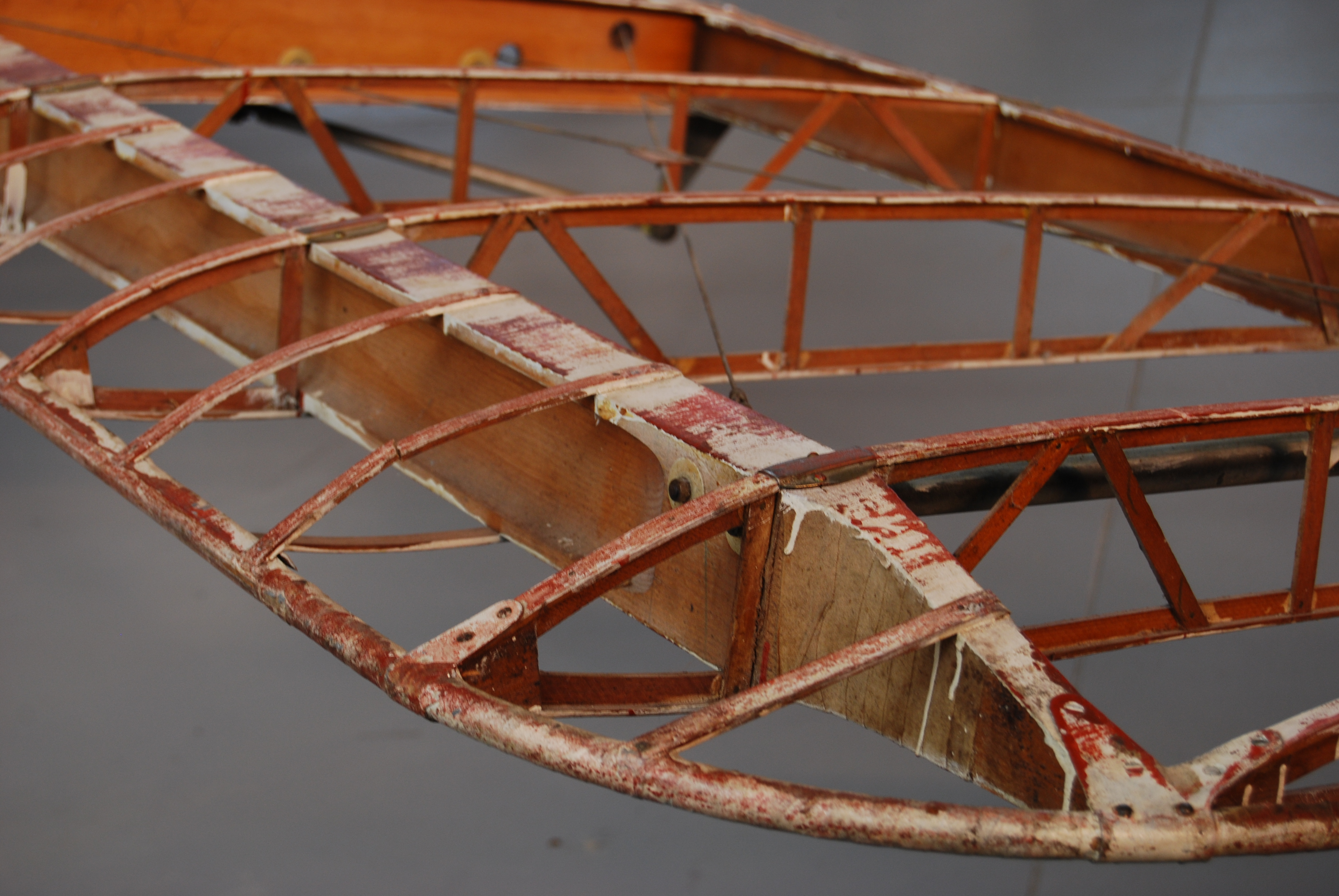
Largueros del ala de un de Havilland DH.60 Moth

En una aeronave de ala fija, un larguero es usualmente el principal elemento estructural del ala, que atraviesa toda la envergadura de la misma en dirección perpendicular al fuselaje en caso de alas rectas o en dependencia del flechado. Los largueros soportan a las cargas del vuelo y a las alas cuando la aeronave está en el suelo. Otros elementos estructurales como las costillas pueden ser empotrados a los largueros. En el caso de que las alas sean de estructura monobloque o de revestimiento tensionado, es el revestimiento quien intercambia los esfuerzos con los largueros. Puede haber más de un larguero en un ala, o no haber ninguno. Sin embargo, cuando solo un larguero soporta la mayoría de las fuerzas, es conocido como el “larguero principal”.
Los largueros también son empleados para la construcción de los empenajes, verticales y horizontales, aunque la distribución de los esfuerzos puede diferir de los presentes en los largueros alares.

## Las cargas en los largueros
El larguero alar es el que soporta la mayoría del peso y la integridad de las cargas dinámicas de un monoplano cantiléver, eso en conjunción con las cuadernas de fijación del ala. Estos dos elementos son los responsables de la rigidez estructural del ala necesaria para permitir que la aeronave vuele de forma segura. Los biplanos, empleando cables para la sujeción y puntales en la zona media de los planos, soportan la mayoría de las cargas alares mediante los mismos, por lo tanto, permiten el empleo de largueros mucho más finos y ligeros.

### Fuerzas que actúan sobre los largueros
Algunas de las fuerzas que actúan sobre los largueros son:
- Pandeo del ala hacia arriba, que es el resultado de la fuerza de sustentación, las alas que son el principal medio de sustentación, soportan el peso del fuselaje y por lo tanto, se flexan hacia los extremos. Los métodos fundamentales de lucha contra este fenómeno son:

1. Disminución de la cuerda a medida que el ala se aleja del fuselaje.
2. Empleo de tanques de combustible en los extremos alares. (Ejemplo: Cessna 310, L-39)
3. Empleo de estructuras súper-rígidas. (Ejemplo: MiG-21)
4. Variación del ángulo de ataque alar a medida que el ala se aleja del fuselaje.
5. Variación de la forma del perfil alar a medida que el ala se aleja del fuselaje. (Ejemplo: MiG-29)

- Cargas producidas por el peso de la estructura alar una vez que la aeronave está en el suelo y las alas no proveen de sustentación. Combustible cargado en las alas, soportes con diferentes cargas y motores instalados en los extremos alares.

- Cargas resultantes de la resistencia inducida del ala en dependencia de la velocidad y la inercia.

- Cargas provocadas por el momento de inercia o de charnela.

- Cargas asociadas a los dispositivos móviles de control, sean alerones, flaps, aerofrenos(si están en el ala) o estabilizadores. El movimiento de estos dispositivos genera cargas sobre los largueros que las transmiten a los nudos de fijación con el fuselaje. Estas cargas aumentan o disminuyen en dependencia de la velocidad de empleo de las superficies de control.

- Cargas inducidas por el aumento o disminución del empuje de los motores si estos se encuentran en las alas.[3]

- Cargas provocadas por el torcimiento de la cuerda debido a los saltos de densidad que ocurren a  velocidades mayores a las del sonido.

Muchos aviones son construidos teniendo en cuenta que serán sometidos a grandes cargas y esfuerzos durante el vuelo. Los cálculos de la resistencia de la estructura de largueros alares se realizan para garantizar que aeroplanos como el Extra 300 puedan soportar de forma segura las grandes cargas a las que será sometido en sus maniobras.

## Materiales empleados y construcción

### Largueros de madera
Los primeros aviones usaban largueros hechos de Abetos o de Fraxinus. Muchos tipos de largueros de madera se han usado y se ha experimentado con largueros con la sección en forma de caja o laminados en secciones finas y pegados a presión para mantener el diedro del ala. Los largueros de madera todavía se usan en aviones ligeros hoy en día como el Robin DR400 y sus modificaciones. Las desventajas de los largueros de madera están en los efectos deteriorantes causados por las condiciones atmosféricas, sea la humedad o la resequedad y por los peligros de infestación por insectos de la madera. Inspecciones regulares son obligatorias para mantener la aeronavegabilidad.

### Largueros de metal

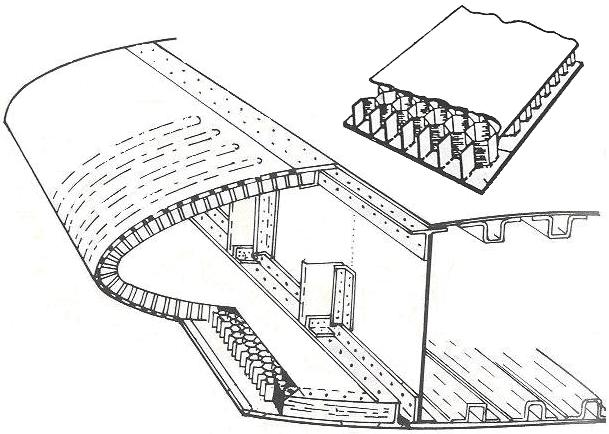
Estructura básica de un ala de largueros de metal con un borde de ataque compuesto por una estructura de panal de abejas (honeycomb)

Un ala monobloque típica de largueros de metal, en la aviación general, está compuesta por una red de largueros de aluminio con forma de “L” o de “T” acoplados paralelamente mediante soldadura o remachado al revestimiento interior del ala, para soportar las cargas de pandeo o flexión. En la aviación de mayor tamaño que emplea estas estructuras, los compartimientos entre las secciones del ala están sellados herméticamente para ser usados como tanques de combustible integrales. En el caso de las estructuras de ala de largueros, es similar a la de madera, con la diferencia del cambio de material.
La fatiga del material de los largueros de metal ha sido la causa de muchos accidentes de aviación, como lo fue el vuelo 101 Chalk´s de Ocean Airways.

### Largueros tubulares de metal
El biplano de ataque a tierra alemán Junkers J.I de fuselaje blindado del año 1917, usaba un diseño de Hugo Junkers que consistía en una red de tubos (largueros) metálicos que conformaban el ala bajo el revestimiento de duraluminio. Cada larguero tubular de estos se hallaba conectado al paralelo por estructuras triangulares remachadas a los largueros mismos. Estos elementos daban a aeroplano una formidable solidez estructural, teniendo en cuenta que la mayoría de los aviones del momento estaban construidos de madera. Este formato tubular del Junkers fue emulado posteriormente por el diseñador norteamericano William Stout para su Ford Trimotor de los años 20 y por el diseñador ruso Andrei Tupolev para él Túpolev ANT-2 en 1922.
Una característica del esquema alar del Supermarine Spitfire que contribuyó grandemente a su éxito fue un innovador diseño de los largueros, que consistían en cinco tubos concéntricos cuadrados ajustados entre sí. Dos de estos tubos estaban unidos entre sí por un tejido compuesto, formando un larguero principal ligero y muy fuerte. Los trenes de aterrizaje estaban unidos a puntos de pivote construidos sobre el interior trasero del larguero principal y replegados hacía afuera y ligeramente atrás en nichos que se encontraban en la parte del ala que no estaba sometida a cargas. El estrecho tren de aterrizaje de este avión fue considerado como un compromiso aceptable al permitir que las cargas de impacto producidas por el aterrizaje fueran transmitidas a las partes más fuertes de la estructura del ala. Una versión de este método de construcción de largueros también se usó en el BD-5, diseñado y construido por Jim Bede a principios de los años 70. El larguero usado en el BD-5 y los subsecuentes proyectos BD estaba hecho de un tubo de aluminio de unas 2 pulgadas de diámetro y unido a la raíz del ala por medio de una larguero mucho más grueso para mantener la integridad estructural del ala.

### Construcción geodésica
En aviones como el Vickers Wellington se empleó una estructura geodésica de los largueros del ala, que tenía la ventaja de ser ligera y soportar una buena cantidad de daño en el combate con solo una pequeña pérdida de fuerza estructural.

### Construcción compuesta
Muchos aviones de construcción moderna, desde los grandes de pasajeros hasta los ultraligeros usan las fibras de carbono y el Kevlar. Debe de notarse los adelantos logrados por Scaled Composites y el constructor de planeadores alemán Schempp-Hirth. Estas compañías inicialmente emplearon la fibra de vidrio para los largueros, pero actualmente usan la fibra de carbono en sus planeadores de alto desempeño como el ASG 29. El aumento de la fortaleza y la reducción del peso comparados con los anteriores aviones de largueros de fibra de vidrio, permite a una mayor cantidad de lastre de agua a ser llevado por estos nuevos aviones.